# Volkswerft VWS 2900
Die Schiffe des Typs Volkswerft VWS 2900 waren bei ihrem Bau die größten Containerschiffe der Werft.

## Geschichte

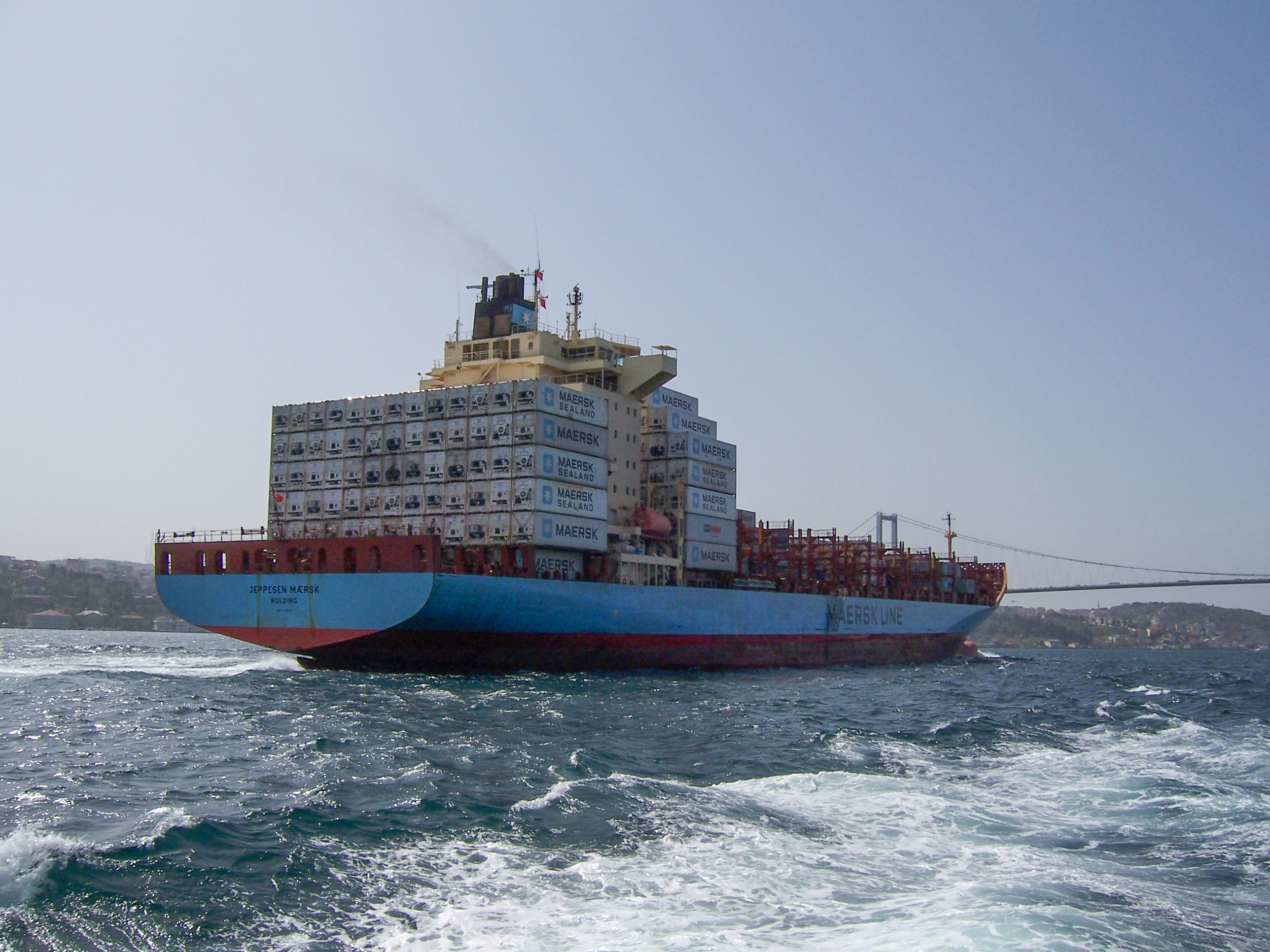
Achterschiffsansicht

Die Baureihe wurde ab 2000 gebaut und ab Juni 2001 von der Volkswerft Stralsund abgeliefert. Auftraggeber der Baureihe war die in Kopenhagen ansässige Reederei Mærsk Line, bei der die Schiffe bis heute in Fahrt blieben. Die Bauserie entstand 2000/02 in einer Auflage von vier Schiffen. 
Die Schiffsaufbauten befinden sich auf etwa vier Fünftel der Länge achtern. Die Schiffe verfügen über sechs Laderäume die vor dem Deckshaus liegen. Verschlossen werden die Laderäume von Pontonlukendeckeln. Vor den Aufbauten sind zehn 40-Fuß-Bays und eine 20-Fuß-Bay, hinter den Aufbauten zwei weitere 40-Fuß-Bays an Deck angeordnet. Die Schiffe wurden beim Bau mit einem mittschiffs angeordneten Kran von 45 Tonnen Kapazität ausgerüstet und auf die Nachrüstung von zwei weiteren Kränen vorbereitet. Der Kran wurde später bei allen Schiffen wieder abgebaut.
Der vom koreanischen Hersteller HSD in Lizenz von MAN B&W gebaute Siebenzylinder-Zweitakt-Diesel-Hauptmotor des Typs 7K90MC-C  wirkt direkt auf den Festpropeller. Die Bordenergie wird durch drei MAN B&W Holeby 8L27/33-Hilfsdiesel, einen MAN B&W Holeby 6L27/38 sowie einen Notdiesel bereitgestellt. Zur Unterstützung der An- und Ablegemanöver sind die Schiffe mit jeweils einem Bug- und Heckstrahlruder mit 1100 kW Leistung von Kawasaki ausgerüstet.
Die Schiffe zählen zu den Panamax-Containerschiffen und verfügen über eine Kapazität von 2900 TEU.

## Die Schiffe
| VWS 2900        | VWS 2900    | VWS 2900    | VWS 2900         | VWS 2900                                          |
| Bauname         | Bau- nummer | IMO- Nummer | Ablieferung      | Umbenennungen und Verbleib                        |
| --------------- | ----------- | ----------- | ---------------- | ------------------------------------------------- |
| Jeppesen Mærsk  | 432         | 9215165     | 17. Juni 2001    | Am 24. Mai 2024 zum Abbruch in Aliağa gestrandet. |
| Jens Mærsk      | 433         | 9215177     | 25. August 2001  | So in Fahrt.                                      |
| Johannes Mærsk  | 434         | 9215189     | 9. November 2001 | So in Fahrt.                                      |
| Josephine Mærsk | 435         | 9215191     | Februar 2002     | So in Fahrt.                                      |